# Мельники (Степанецька сільська громада)
Ме́льники — село в Україні, у Черкаському районі Черкаської області, підпорядковане Степанецькій сільській громаді. Населення становить 482 осіб.

## Географія
На околиці села бере початок річка Нехвороща.

## Пам'ятки природи
- Монахове провалля — заповідне урочище місцевого значення.